# Włosień (Petite-Pologne)
Pour l’article homonyme, voir Włosień (Basse-Silésie).
Włosień est un village de Pologne, situé dans la gmina de Babice, dans le Powiat de Chrzanów, dans la Voïvodie de Petite-Pologne dans le Sud de la Pologne.